# とんでる!ポニーテール
とんでる!ポニーテールはもりちかこの漫画作品。小学館の雑誌『ちゃお』で2009年3月号から2010年2月号まで連載された。単行本は全2巻。

## あらすじ
山奥の学校から都会に転校して来た山里つばめは、花宮綺更の演技に魅せられて体操の道を目指す。

## 書誌情報
小学館「ちゃおコミックス」より発行。全2巻
1. （2009年10月1日） ISBN 978-4091327055
2. （2010年4月1日） ISBN 978-4091332509